# لیندا (گرجستان)
لیندا (به لاتین: Linda) یک منطقهٔ مسکونی پیشین در گرجستان است. لیندا ۰ نفر جمعیت دارد. این روستا توسط استونیایی‌ها در سده ۱۹ تأسیس شد.